# Maria Muntañola Cvetković
Maria Muntañola Cvetković (de soltera Maria Muntañola i Inglada; Barcelona, 26 de agosto de 1923-Belgrado, 7 de enero de 2011) fue una micóloga española afincada en Serbia. Tras huir a Argentina debido a la guerra civil española, obtuvo sus títulos en la Universidad de Buenos Aires y la Universidad Sorbona y se trasladó a Belgrado, donde trabajó como profesora en la Universidad de Novi Sad y se convirtió en profesora titular en la Universidad de Belgrado. Becaria Guggenheim en 1952, se convirtió en una de las primeras expertas en microhongos de Serbia, describió ocho especies de ascomicetos y fue la primera presidenta de la Sociedad Micológica de Serbia.

## Biografía

### Primeros años de vida y carrera
Maria Muntañola i Inglada nació el 26 de agosto de 1923 en Gracia, un distrito del noroeste de Barcelona. Sus padres fueron Montserrat (de soltera Inglada) y Francesc Muntañola i Puig, propietario de un almacén de madera y fue alcalde de La Ametlla durante dos meses en 1939. La familia huyó de España en 1939 debido a las malas condiciones de vida durante la guerra civil española, y ella se graduó de una escuela secundaria en Buenos Aires y obtuvo su título de ingeniera agrónoma en la Facultad de Agronomía y Ciencias Veterinarias de la Universidad de Buenos Aires.
Interesada en la micología debido a su interés por las plantas, realizó una gira por el norte de Sudamérica, Panamá y Cuba para su primer proyecto de investigación, centrado en hongos fitopatógenos, y se convirtió en docente del Instituto Miguel Lillo de la Universidad Nacional de Tucumán (UNT). En 1952 le concedieron una beca Guggenheim. Tras una temprana carrera en Argentina, se trasladó más tarde a París, donde obtuvo su doctorado en 1958 en la Universidad Sorbona; su tesis fue dirigida por Georges Viennot-Bourgein.

### Carrera académica en Europa
Posteriormente se trasladó a Belgrado, donde trabajó como profesora en la Universidad de Novi Sad y en la Universidad de Belgrado, siendo profesora titular en esta última desde 1989 hasta 1996. También fundó el laboratorio micológico del Instituto de Investigaciones Biológicas «Siniša Stanković» y trabajó allí como asesora científica. En 1983 fue a la Universidad de Bagdad como profesora visitante durante la era baazista de Irak. Debido a las guerras yugoslavas, su acceso a financiación extranjera para sus investigaciones se vio restringido y recibió su salario y pensión de jubilación en cheques de diversa cobrabilidad. Xavier Llimona dijo que aparentemente era la única micóloga que era profesora de micología, y señaló que otros micólogos tendrían en cambio botánica, dermatología, microbiología o fitopatología en sus títulos de profesor si trabajaran en España.
Se convirtió en una de las primeras expertas en microhongos de Yugoslavia y más tarde Jelena Vukojević la describió como la «decana de la micología yugoslava y serbia». También se especializó en fitopatología, campo en el que sus contribuciones incluyeron mejoras en la nutrición pública con sus estudios sobre la prevalencia y prevención de enfermedades fúngicas en los cultivos. Había publicado más de setenta artículos académicos y descrito ocho especies de ascomicetos. En la década de 1980, escribió el libro de texto de micología Opsta mikologija, que alcanzó un uso generalizado en Serbia y también fue la primera «presentación completa del reino de los hongos» en idioma serbio, antes de ser traducido posteriormente al español y al catalán. También fue nombrada miembro honoraria de la Asociación Española de Micología en 1988, así como la primera presidenta de la Sociedad Micológica de Serbia.

### Vida personal
Su primer marido fue Francisco de Asis Monrós, un entomólogo que fue compañero académico de la UNT. Tras la muerte de su marido en 1958, se casó con Slobodan Cvetković, un ingeniero serbio a quien conoció mientras estudiaba en Francia.  Sus hijos fueron la traductora Silvia Monrós-Stojakovic y el neumólogo Alexàndar Monrós.
También aprendió a hablar serbocroata mientras estaba en Belgrado y se describía a sí misma como «la serbocatalana universal». Sin embargo, mantuvo un pasaporte español incluso después de mudarse a Serbia, y a menudo realizó trabajos académicos en su Cataluña natal, con ejemplos que incluyen sus conferencias sobre fitopatología fúngica y su investigación sobre hongos en el boj local.
Murió el 7 de enero de 2021 en Belgrado, a los 97 años.